# Lederia ehlem
Lederia ehlem es una especie de coleóptero de la familia Tetratomidae.

## Distribución geográfica
Habita en España.